# 新民镇 (盘州市)
新民镇，是中华人民共和国贵州省六盤水市盘州市下辖的一个乡镇级行政单位。
2013年6月28日，贵州省人民政府批复同意撤销新民乡建制，设置新民镇，镇人民政府驻马坪地村。

## 行政区划
新民镇下辖以下地区：
黑石头村、榔树村、林家田村、三官营村、祭山树村、打克村、旧屯村、上乍勒村、俄项井村、小石桥村、马坪地村、扒嘎村、雨那村、五嘎村、大坑村、白鱼村和嘿啥村。